# 哈通帕斯托山
15°19′35″S 70°42′28″W / 15.32639°S 70.70778°W
哈通帕斯托山（Hatun Pastu），是秘魯的山峰，位於該國南部普諾大區的蘭帕省，處於塞爾卡山東南面，屬於安第斯山脈的一部分，海拔高度5,170米，人類在1972年首次登頂。